# Bosguérard-de-Marcouville
Bosguérard-de-Marcouville era una comuna francesa situada en el departamento de Eure, de la región de Normandía, que el 1 de enero de 2017 pasó a ser una comuna delegada de la comuna nueva de Les Monts-du-Roumois al fusionarse con las comunas de Berville-en-Roumois y Houlbec-près-le-Gros-Theil.

## Demografía
| Gráfica de evolución demográfica de Bosgérard-de-Marcouville entre 1800 y 2014 |
|                                                                                |

Los datos demográficos contemplados en este gráfico de la comuna de Bosguérard-de-Marcouville se han cogido de 1800 a 1999 de la página francesa EHESS/Cassini, y los demás datos de la página del INSEE.